# California Maritime Academy
De California Maritime Academy (CMA), ook bekend als Cal Maritime en CSU Maritime, is een Amerikaanse openbare universiteit in de Californische stad Vallejo. De Maritime Academy is een van de zeven Amerikaanse zeevaartscholen die diploma's kunnen uitreiken en de enige zeevaartschool aan de westkust. De universiteit maakt deel uit van het California State University-systeem, dat in totaal 23 campussen telt.

## Onderwijs
De California Maritime Academy biedt één masteropleiding aan en zes bachelors. Alle opleidingen aan de school hebben rechtstreeks met scheepvaart te maken. Onderstaande opleidingen worden aangeboden aan de Maritime Academy:
- B.S. Marine Transportation
- B.S. Marine Engineering Technology
- B.S. Facilities Engineering Technology
- B.S. Mechanical Engineering
- B.S. Global Studies and Maritime Affairs
- B.S. International Business and Logistics
- M.S. Transportation & Engineering Management

Er bestaan verschillende mogelijkheden op de campus voor afstuderende studenten om deel te nemen aan een militaire opleiding voor de United States Coast Guard en Navy.